# Architecture georgienne
Ne doit pas être confondu avec Architecture géorgienne.

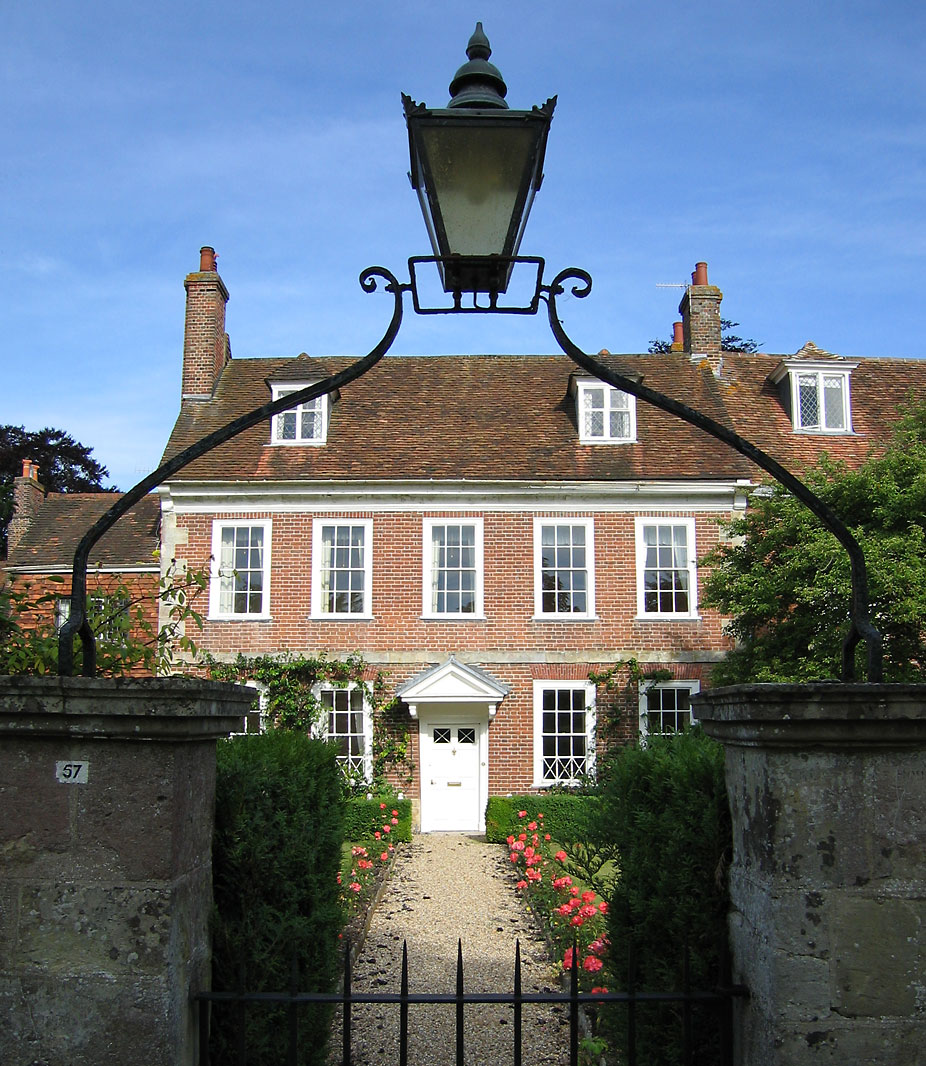
Une maison de style georgien à Salisbury.

Mot qui vient des quatre premiers monarques anglais de la Maison de Hanovre (George Ier, George II, George III et George IV) qui régnèrent d'août 1714 à juin 1830, le terme architecture georgienne fait référence au style architectural des pays anglophones entre 1720 et 1840.

## Histoire et définition

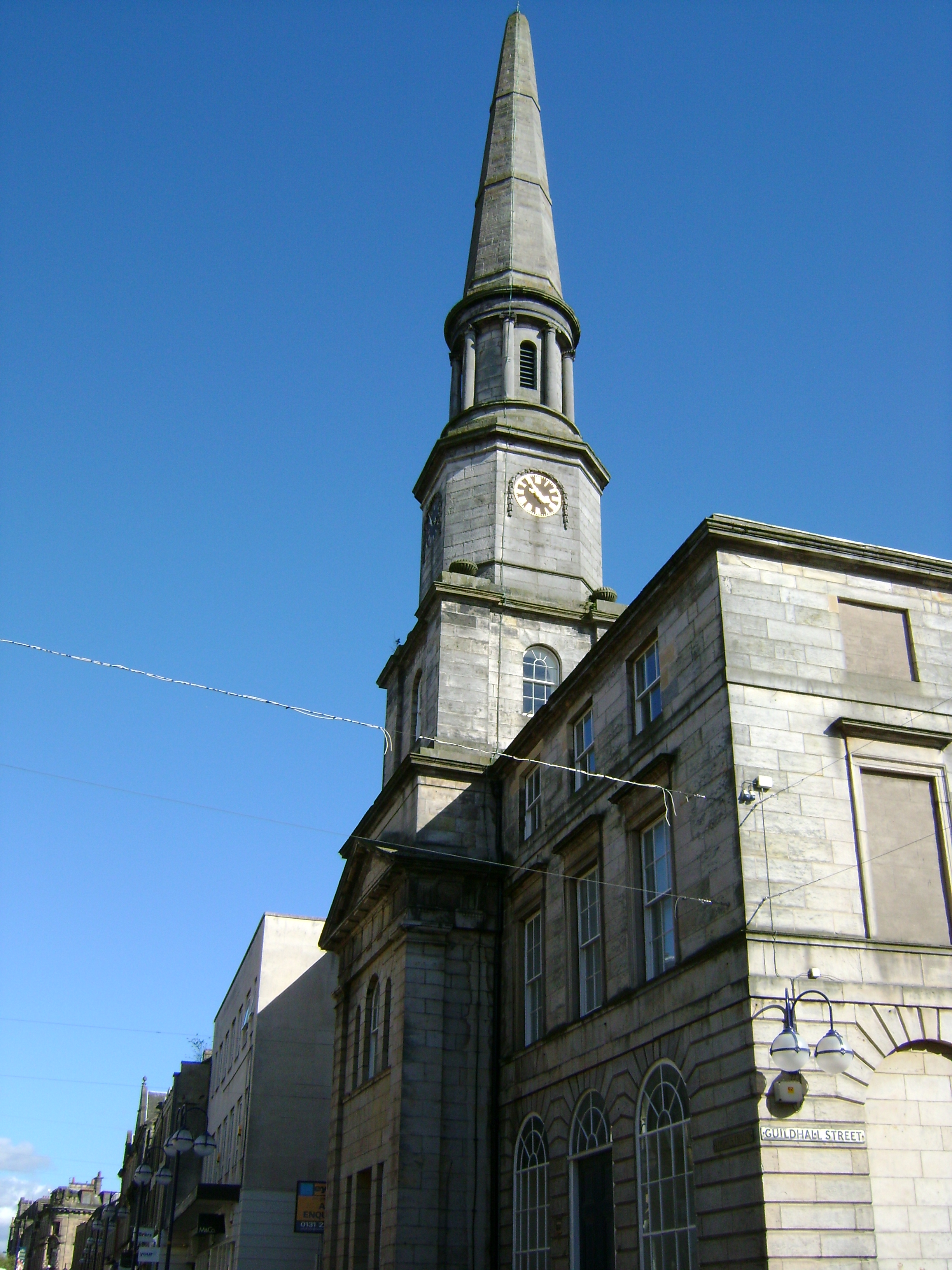
Un ancien Guildhall construit entre 1807 et 1811 à Dunfermline (Écosse).

Le style georgien succède au style baroque anglais de Sir Christopher Wren, Sir John Vanbrugh, Thomas Archer, William Talman et Nicholas Hawksmoor. James Gibbs fait figure de transition. En effet, beaucoup de ses réalisations ont une touche de baroque, reflétant le temps qu'il a passé à Rome au début du XVIIIe siècle. Parmi les principaux architectes qui incitent au changement, on trouve : Colen Campbell, l'auteur du livre Vitruvius Britannicus ; Richard Boyle et son protégé William Kent ; Isaac Ware ; Henry Flitcroft ; le Vénitien Giacomo Leoni, qui passa la plupart de sa carrière en Angleterre ; Robert Taylor; et John Wood le Vieux.
Les styles qui en résultèrent peuvent être divisés en plusieurs catégories. Dans le courant principal du style georgien, on retrouve l'architecture palladienne, et ses alternatives fantasques que sont l'architecture gothique et les chinoiseries qui étaient l'équivalent du Rococo en Europe. À partir du milieu des années 1760, plusieurs types de style néoclassique étaient à la mode et associés aux architectes Robert Adam, James Gibbs, Sir William Chambers, James Wyatt, George Dance le Jeune, Henry Holland et Sir John Soane. John Nash était l'un des architectes les plus productifs de la fin de la période georgienne et a conçu une grande partie de la ville de Londres. Le retour du style grec s'ajouta au répertoire, ses principaux défenseurs étant William Wilkins et Robert Smirke. Leurs réalisations dominent la fin de l'architecture georgienne qui se caractérise par ses proportions et son équilibre. Des calculs mathématiques simples de proportion étaient faits pour déterminer la hauteur d'une fenêtre par rapport à  sa largeur ou la forme d'une double pièce. Le terme régulier faisait l'unanimité et impliquait symétrie et adhésion aux règles classiques. L'asymétrie, quant à elle, était vue comme un défaut. La régularité des devantures de maison ayant pignon sur rue était recherchée par les urbanistes. Le style georgien se reposait sur l'ordre architectural classique et utilisait un vocabulaire pour la décoration dérivé de la Grèce et la Rome antiques. Les matériaux les plus utilisés sont la brique et la pierre. Les couleurs dominantes sont le rouge, le brun et le blanc. Cependant, les maisons georgiennes modernes sont de couleurs différentes.

## Caractéristiques générales
De 1700 à 1780

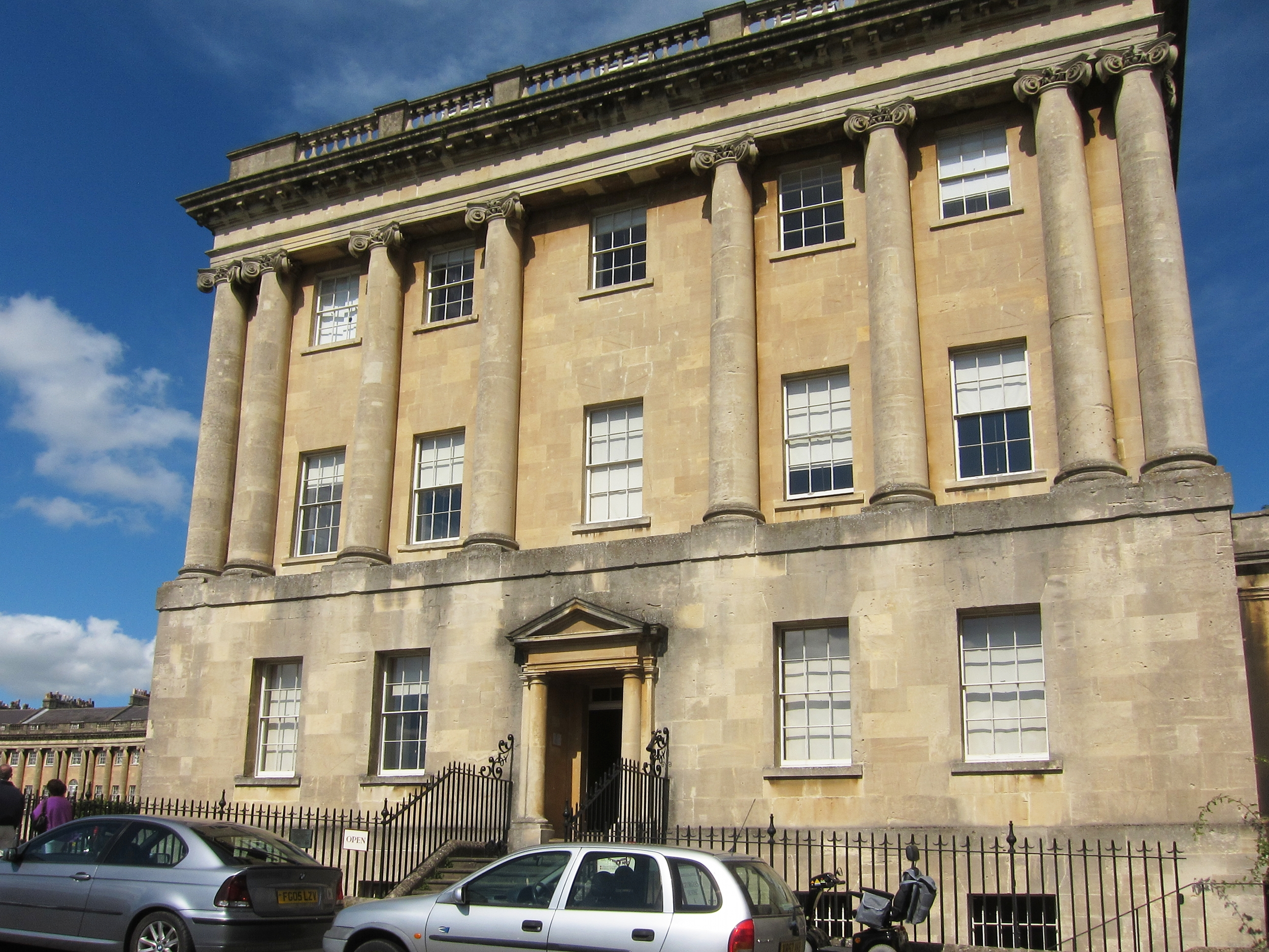
Le musée situé au 1 Royal Crescent à Bath.

- Une maison en forme de cube simple à un ou deux étages, de deux pièces de profondeur, et strictement symétrique.
- Une porte d'entrée centrée, surmontée d'une fenêtre rectangulaire en imposte (solidaire de la porte ou en vasistas) et avec, à son sommet, un entablement ouvragé soutenu par des pilastres ornementaux.
- Une corniche embellie par des moulures à denticules décoratives.
- Les vitres des fenêtres sont toujours en nombre impair, et les fenêtres sont symétriques (que ce soit verticalement ou horizontalement). On en compte généralement cinq par façade.

Autres caractéristiques
- 50 % des toits sont en pignon ; 25 % à croupe ; 25 % à comble brisé.
- Une cheminée de chaque côté de la maison.
- Le portique au milieu du toit, avec une fenêtre en son centre, se rencontre plus généralement après la période georgienne.
- Des fenêtres à guillotine composées de six petits panneaux de verre et/ou lucarnes aux étages (appartements des domestiques). Cela permettait aussi de réduire l'impôt sur les fenêtres.
- Des fenêtres plus grandes avec 9 à 12 panneaux de verre aux étages.

## Architecture georgienne coloniale

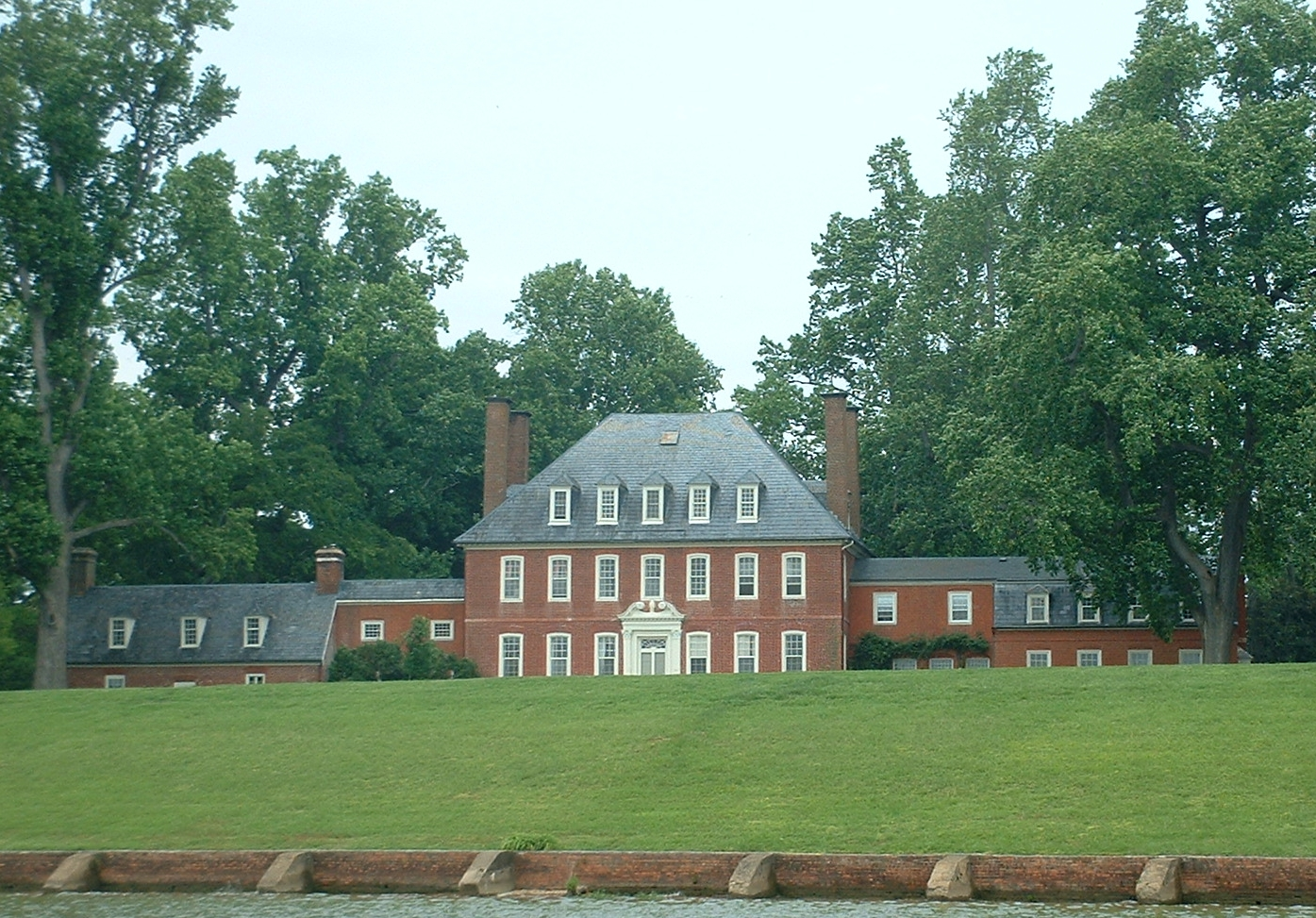
Westover Plantation, exemple d'architecture georgienne, à l'est du fleuve James, en Virginie.

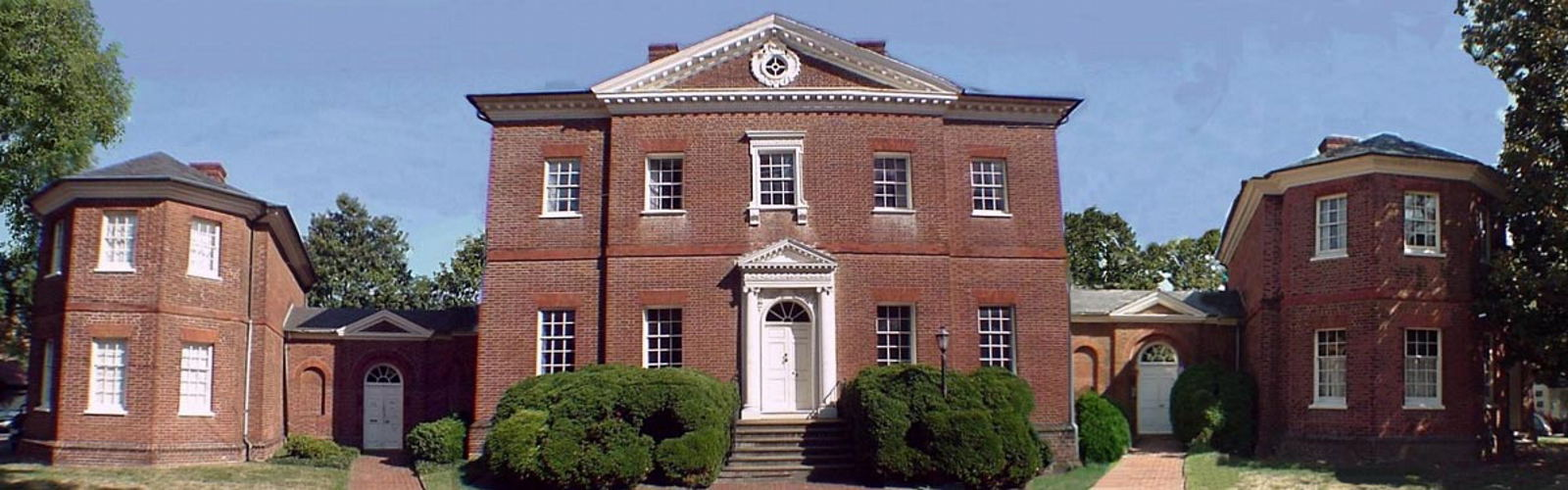
Façade principale d'Hammond-Harwood House.

L'architecture georgienne s'est répandue dans les colonies anglaises de l'époque. Dans les colonies américaines, le style georgien colonial et le style neo-palladien se sont fondus pour devenir le style fédéral. Les bâtiments georgiens étaient aussi construits en bois avec des planches en clin. L'université Brown, l'université Samford et le college of William and Mary à Williamsburg sont de parfaits exemples d'architecture georgienne.
Contrairement à l'architecture baroque qu'elle a remplacée et qui était utilisée par les églises et les évêchés, l'architecture georgienne était populaire dans les classes moyenne et riche. Le meilleur exemple de maison encore debout est l'Hammond-Harwood House qui se trouve à Annapolis, dans le Maryland. Cette maison a été conçue par l'architecte colonial 
William Buckland qui s'est inspiré de la villa Pisani à Montagnana en Italie, représentée dans Les Quatre Livres de l'architecture d'Andrea Palladio.
L'instauration de l'architecture georgienne et des différents styles georgiens a été favorisée par le fait que, contrairement aux styles plus anciens qui se sont diffusés parmi les artisans par apprentissage, ils se sont répondus grâce à la gravure. À partir des années 1850, le georgien est assimilé à l'architecture locale qui devint partie intégrante de la formation des architectes, des designers, des constructeurs, des charpentiers, des maçons et des plâtriers.

## Développements post-georgiens
Après les années 1840, les règles georgiennes sont petit à petit abandonnées, car un certain nombre de styles désuets revinrent à la mode à cette période dont le style néogothique. Aux États-Unis, la popularité de ce style déclina après la révolution, à cause de son association avec le régime colonial. Mais plus tard, au début du XXe siècle, une nostalgie du sens de l'ordre grandissante apparut et le style fit son grand retour sous le nom de colonial revival. Au Canada, les loyalistes virent l'architecture georgienne comme un moyen d'exprimer leur loyauté envers l'Angleterre et le style domina le pays pendant la première moitié du XIXe siècle. La Grange, à Toronto, est un manoir de style georgien construit en 1817.

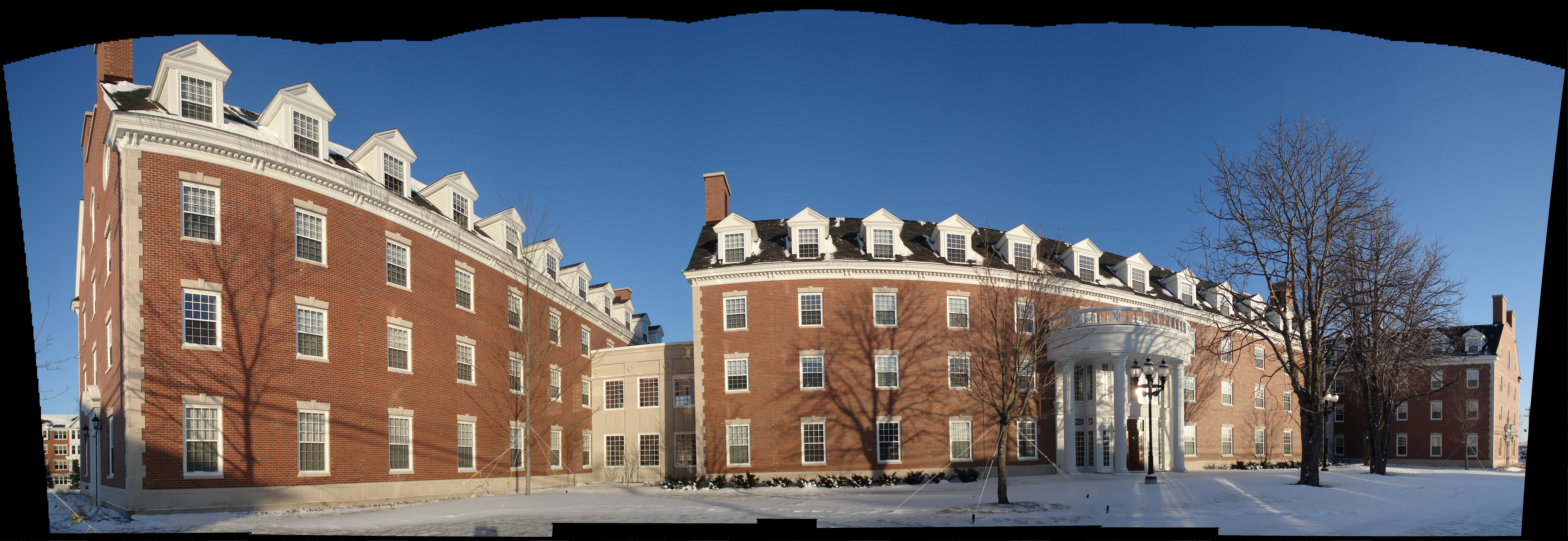
L'édifice Governors Hall de l'université Saint-Francis-Xavier, achevé en 2006.

Le nouveau style géorgien, qui fit son apparition en Angleterre au début du XXe siècle, est souvent appelé néo-georgien. Le travail réalisé par Edwin Lutyens comprend de nombreux bâtiments. Le style néo-georgien était communément utilisé en Angleterre pour la réalisation de certains types d'édifices jusqu'à la fin des années 1950. Le commissariat de Salford, réalisé par le cabinet d'architectes Bradshaw Gass & Hope en 1958, en est un bon exemple. Que ce soit aux États-Unis ou en Angleterre, le style georgien est toujours utilisé par les architectes tels que Quinlan Terry, Julian Bicknell, et Fairfax et Sammons qui s'en servent pour concevoir des maisons privées.